# Гаосеб, Принс
Принс Гаосеб (англ. Prince ǃGaoseb, родился 7 июля 1998 года в Омаруру) — намибийский регбист, выступающий на позиции фланкера.

## Биография
Воспитанник академии клуба «Блю Буллз» из Кубка Карри, выступал за команду академии в 2017—2018 годах. В 2020 году перешёл в английский клуб «Йоркшир Карнеги» из Чемпионата Регбийного союза Англии. В 2021 году присоединился к новосозданной израильской франшизе «Тель-Авив Хит» для участия в европейском Суперкубке.
Дебютный матч в составе главной сборной Намибии провёл 10 ноября 2018 года в Краснодаре против России. Играл в 2017 году за сборную Намибии до 20 лет в розыгрыше так называемого Трофи World Rugby (второй дивизион чемпионата мира среди игроков не старше 20 лет). Играл также за команду «Вельвичиас» (фактическая вторая сборная Намибии) в Кубке Карри. В 2019 году включён в заявку сборной Намибии на чемпионат мира в Японии, сыграл там единственный матч против Новой Зеландии. В 2023 году Гаосеб сыграл на втором для себя чемпионате мира.
Характеризуется как хорошо работающий с мячом игрок.